# The American
För låten av Simple Minds, se The American (sång).
The American är en amerikansk thrillerfilm från 2010 i regi av Anton Corbijn. I filmen medverkar bland andra George Clooney, Violante Placido, Thekla Reuten, Paolo Bonacelli, Irina Björklund och Johan Leysen. 
The American är en bearbetad version av romanen A Very Private Gentleman, skriven av Martin Booth. Musiken är skriven av Herbert Grönemeyer.  I slutet av januari 2010 spelades inledningsscenerna av The American in i Singsjön, utanför Brunflo, sydost om Östersund i Jämtland.

## Synopsis
Jack är lönnmördare som efter ett misslyckat uppdrag i Sverige flyr till Italien. Där får han i uppdrag att utföra nästa mord, som Jack vill ska bli det sista. Han träffar en prostituerad kvinna som han så småningom förälskar sig i och blir alltmer övertygad om att han i fortsättningen vill leva på rätt sida om lagen.

## Rollista
| George Clooney   | – Jack            |
| Violante Placido | – Clara           |
| Thekla Reuten    | – Mathilde        |
| Paolo Bonacelli  | – Fader Benedetto |
| Johan Leysen     | – Pavel           |
| Irina Björklund  | – Ingrid          |
| Filippo Timi     | – Fabio           |